# دايملر سوفرين
دايملر سوفرين (بالإنجليزية: Daimler Sovereign)‏ هي سيارة من تصنيع شركة سيارات جاكوار.